# IC 1555
IC 1555 est une galaxie spirale située dans la constellation du Sculpteur. Sa vitesse par rapport au fond diffus cosmologique est de (1253 ± 20) km/s, ce qui correspond à une distance de Hubble de 18,5 ± 1,3 Mpc (∼60,3 millions d'al). IC 1555 a été découverte par l'astronome américain Lewis Swift en 1898.
La classe de luminosité d'IC 1555 est IV et elle présente une large raie HI. Elle renferme également des régions d'hydrogène ionisé.
À ce jour, une douzaine de mesures non basées sur le décalage vers le rouge (redshift) donnent une distance de 20,592 ± 2,860 Mpc (∼67,2 millions d'al), ce qui est à l'intérieur des valeurs de la distance de Hubble.

## Groupe de NGC 134
IC 1555 fait partie du groupe de NGC 134 qui comprend les galaxies NGC 115, NGC 131, NGC 134, NGC 148, NGC 150, PGC 2000, IC 1555 et PGC 2044. Les galaxies ESO 410-18 et IC 1554 mentionnées dans l'article d'A.M. Garcia correspondent respectivement à PGC 2044 et à PGC 2000. Selon le professeur Seligman, PGC 2000 n'est pas IC 1554 qui est un objet perdu ou inexistant.